# Roman Kosecki
Roman Jacek Kosecki (Piaseczno, 15 februari 1966) is een voormalig Pools profvoetballer en tegenwoordig politicus. Hij had een aanvallende rol op het middenveld.

## Clubcarrière
Kosecki begon zijn voetbalcarrière bij RKS Mirków in 1980 voordat hij vertrok naar Ursus Warschau in 1983. Hier werd hij ontdekt door de grotere clubs in Warschau. Hij beleefde de meest succesvolle periode bij Legia Warschau waarmee hij in 1989 en 1990 de Poolse voetbalbeker won.
Vanaf 1991 trok Kosecki de wereld door. Hij speelde clubvoetbal in Turkije, Spanje, Frankrijk, weer Polen en uiteindelijk in de Verenigde Staten alvorens zijn actieve carrière te beëindigen in 1998. Bij zijn laatste werkgever Chicago Fire speelden ook zijn landgenoten Piotr Nowak en Jerzy Podbrożny. In 1994 werd hij, destijds spelend voor het Spaanse Atlético Madrid, uitgeroepen tot Pools voetballer van het jaar als opvolger van Marek Leśniak.

## Interlandcarrière
Voor het Pools voetbalelftal maakte hij zijn debuut op 6 februari 1988 in een vriendschappelijk duel tegen Roemenië (2-2), net als doelman Ryszard Jankowski (Lech Poznań) en collega-aanvaller Ryszard Cyroñ (Górnik Zabrze). Kosecki moest in dat duel, gespeeld in Haifa tijdens een drielandentoernooi, na 65 minuten plaatsmaken voor Damian Łukasik van Lech Poznań.
Al in zijn tweede interland, vier dagen later tegen gastheer Israël, maakte Kosecki zijn eerste interlandtreffer. Hij bepaalde in de 89ste minuut de eindstand op 1-3, nadat Dariusz Kubicki (1-1) en aanvoerder Waldemar Prusik (1-2) in Tel Aviv de eerste twee Poolse doelpunten voor hun rekening hadden genomen. In totaal speelde Kosecki 69 interlands (negentien doelpunten) voor Polen. In 1995 kwam zijn interlandcarrière ten einde.
Zijn 69ste en laatste interland speelde de aanvaller, op dat moment in dienst bij FC Nantes, op 11 oktober 1995 in Bratislava tegen Slowakije. Hij vormde in dat duel een aanvalsduo met Andrzej Juskowiak, die in de 19de minuut de score opende voor Polen. De bezoekers verloren het EK-kwalificatieduel echter met 4-1. Kosecki kreeg in de 65ste minuut een tweede gele kaart (en dus rood) van de Portugese scheidsrechter Jorge Monteiro Corrado. Polen beëindigde het duel met negen man, want ook Piotr Świerczewski werd later uit het veld gestuurd. Kosecki droeg de aanvoerdersband in zijn laatste interland. Dat deed hij in totaal dertien keer in zijn carrière.
| Interlanddoelpunten | Interlanddoelpunten | Interlanddoelpunten | Interlanddoelpunten                  | Interlanddoelpunten | Interlanddoelpunten | Interlanddoelpunten | Interlanddoelpunten |
| #                   | Datum               | Locatie             | Wedstrijd                            | Goal(s)             | Score               | Uitslag             | Wedstrijd           |
| ------------------- | ------------------- | ------------------- | ------------------------------------ | ------------------- | ------------------- | ------------------- | ------------------- |
| 1                   | 10/02/1988          | Tel Aviv            | Israël – Polen                       | 89'                 | 1 – 3               | 1 – 3               | Oefenduel           |
| 2                   | 13/07/1988          | New Britain         | Verenigde Staten – Polen             | 44'                 | 0 – 1               | 0 – 2               | Oefenduel           |
| 3                   | 13/07/1988          | New Britain         | Verenigde Staten – Polen             | 53'                 | 0 – 2               | 0 – 2               | Oefenduel           |
| 4                   | 08/02/1989          | San José            | Costa Rica – Polen                   | 15'                 | 1 – 2               | 2 – 4               | Oefenduel           |
| 5                   | 14/02/1989          | Puebla              | Mexico – Polen                       | 80'                 | 3 – 1               | 3 – 1               | Oefenduel           |
| 6                   | 11/02/1990          | Caïro               | Koeweit – Polen                      | 19'                 | 0 – 1               | 1 – 1               | Oefenduel           |
| 7                   | 04/05/1990          | Chicago             | Colombia – Polen                     | 36'                 | 2 – 1               | 2 – 1               | Oefenduel           |
| 8                   | 21/05/1990          | Marseille           | Verenigde Arabische Emiraten – Polen | 47'                 | 0 – 3               | 0 – 4               | Oefenduel           |
| 9                   | 10/10/1990          | Warschau            | Polen – Verenigde Staten             | 48'                 | 1 – 3               | 2 – 3               | Oefenduel           |
| 10                  | 19/12/1990          | Volos               | Griekenland – Polen                  | 67'                 | 1 – 2               | 1 – 2               | Oefenduel           |
| 11                  | 17/04/1991          | Warschau            | Polen – Turkije                      | 88'                 | 3 – 0               | 3 – 0               | EK-kwalificatie     |
| 12                  | 19/05/1992          | Salzburg            | Oostenrijk – Polen                   | 10'                 | 0 – 1               | 2 – 4               | Oefenduel           |
| 13                  | 19/05/1992          | Salzburg            | Oostenrijk – Polen                   | 32'                 | 1 – 2               | 2 – 4               | Oefenduel           |
| 14                  | 05/07/1992          | Guatemala-Stad      | Guatemala – Polen                    | 17'                 | 0 – 1               | 2 – 2               | Oefenduel           |
| 15                  | 05/07/1992          | Guatemala-Stad      | Guatemala – Polen                    | 81'                 | 1 – 2               | 2 – 2               | Oefenduel           |
| 16                  | 09/02/1994          | Santa Cruz          | Spanje – Polen                       | 38'                 | 1 – 1               | 1 – 1               | Oefenduel           |
| 17                  | 04/09/1994          | Tel Aviv            | Israël – Polen                       | 80'                 | 2 – 1               | 2 – 1               | EK-kwalificatie     |
| 18                  | 25/04/1995          | Zabrze              | Polen – Israël                       | 62'                 | 4 – 2               | 4 – 3               | EK-kwalificatie     |
| 19                  | 07/06/1995          | Zabrze              | Polen – Slowakije                    | 64'                 | 3 – 0               | 5 – 0               | EK-kwalificatie     |

## Erelijst
Legia Warschau
- Pools bekerwinnaar

1989, 1990, 1997
- Poolse Supercup

1997
 Atlético Madrid
- Pools voetballer van het jaar

1994
 Galatasaray SK
- Turks bekerwinnaar

1991
- Turkse Super Cup

1991
 Chicago Fire
- MLS Cup

1998
- US Open Cup

1998

## Politieke carrière
In 1989 was Kosecki al voor het eerst actief in de politiek toen hij openlijk uitkwam voor zijn politieke voorkeur. Na het afsluiten van zijn voetballoopbaan raakte de ex-voetballer meer betrokken bij de politiek en in 2005 werd hij voor het eerst in de Poolse Sejm gekozen voor het Burgerplatform. In 2007, 2011 en 2015 werd hij herkozen. In 2012 werd hij vicevoorzitter van de Poolse voetbalbond (PZPN).